# Montaigu (Aisne)
Montaigu ist eine französische Gemeinde mit 766 Einwohnern (Stand: 1. Januar 2022) im Département Aisne in der Region Hauts-de-France; sie gehört zum Arrondissement Laon und zum Kanton Villeneuve-sur-Aisne. Die Einwohner werden Montacutains und Montacutaines genannt.

## Geografie
Die Gemeinde Montaigu liegt etwa 16 Kilometer ostsüdöstlich von Laon am Nordostrand des Hügellandes Chemin des Dames. Durch die Gemeinde führt die Autoroute A26. Nachbargemeinden von Montaigu sind Marchais im Norden, Sissonne im Osten, Saint-Erme-Outre-et-Ramecourt im Süden sowie Mauregny-en-Haye im Westen. 

## Bevölkerungsentwicklung
| Jahr                       | 1962 | 1968 | 1975 | 1982 | 1990 | 1999 | 2006 | 2012 | 2022 |
| Einwohner                  | 602  | 557  | 589  | 650  | 673  | 671  | 695  | 749  | 766  |
| Quellen: Cassini und INSEE |      |      |      |      |      |      |      |      |      |

## Sehenswürdigkeiten

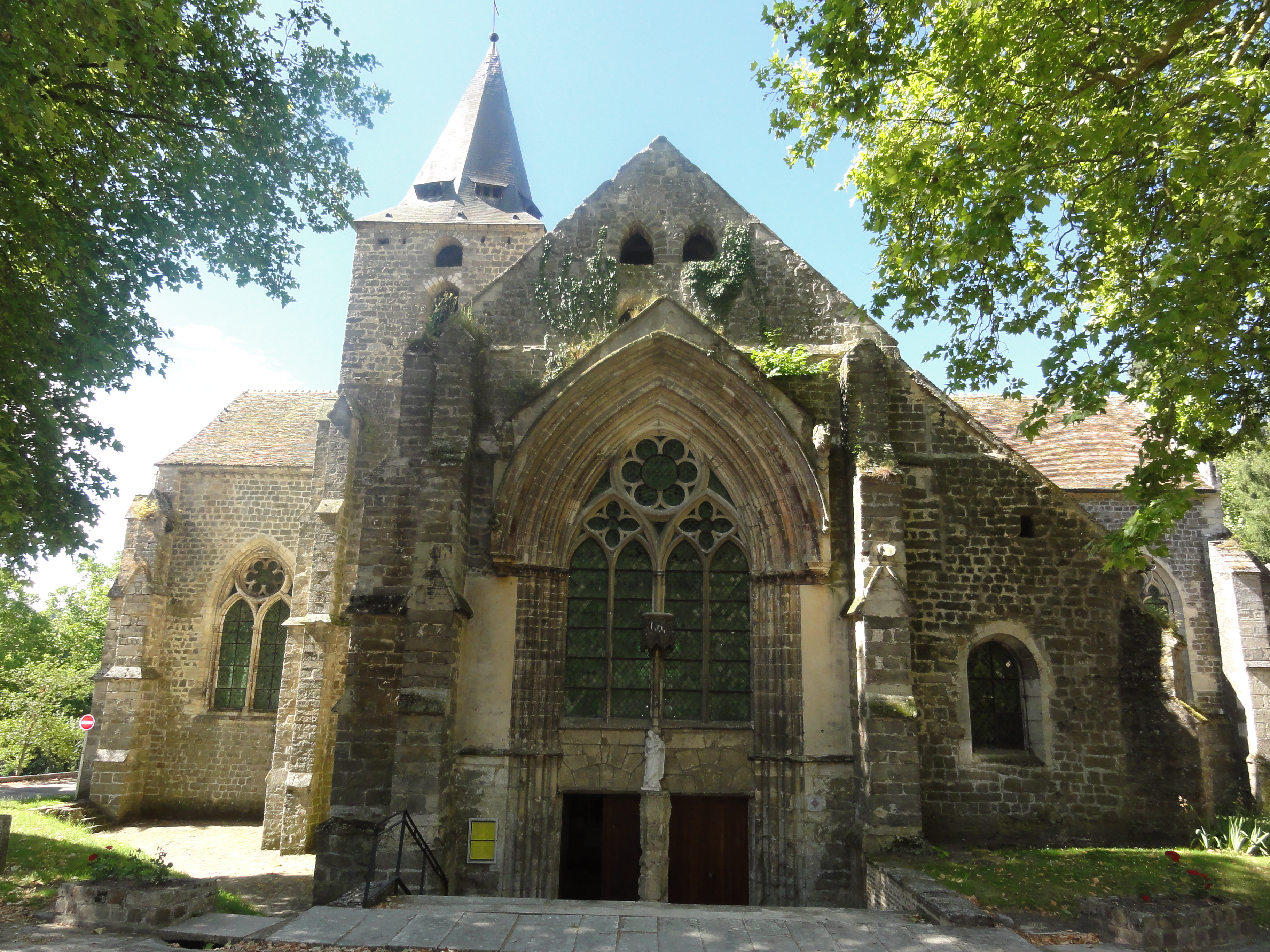
Kirche Saint-Jean-Baptiste
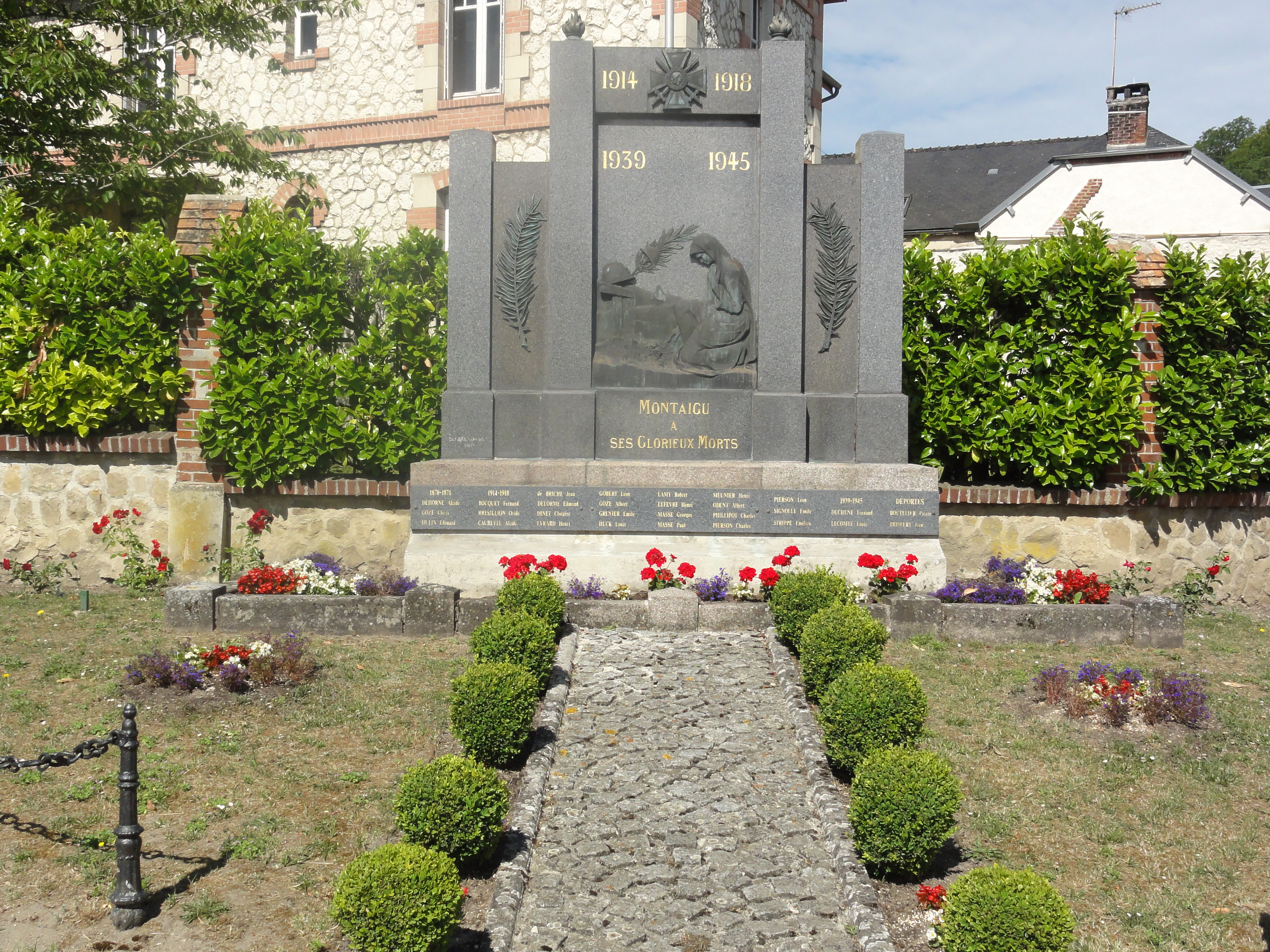
Gefallenendenkmal
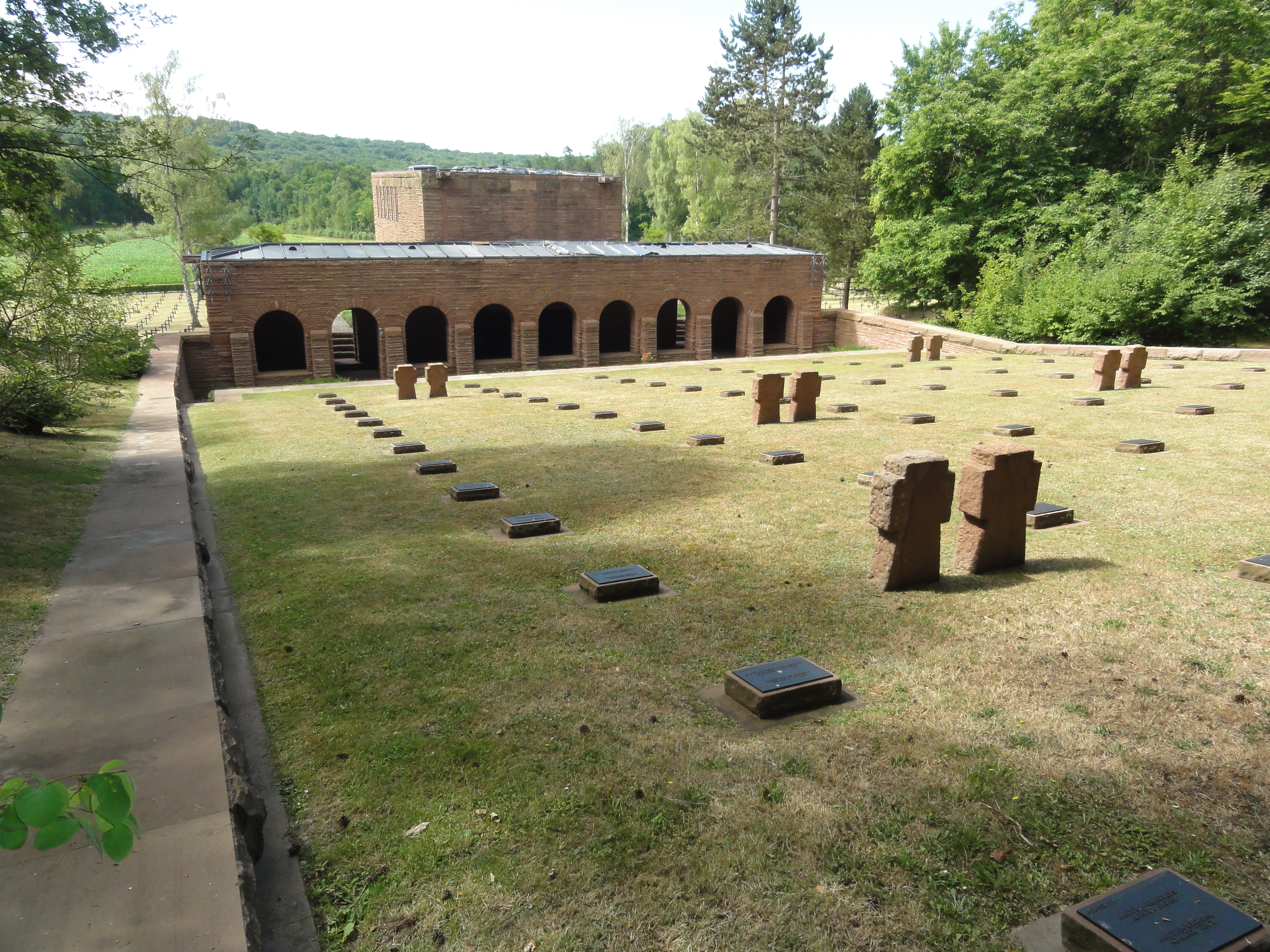
Deutscher Soldatenfriedhof I
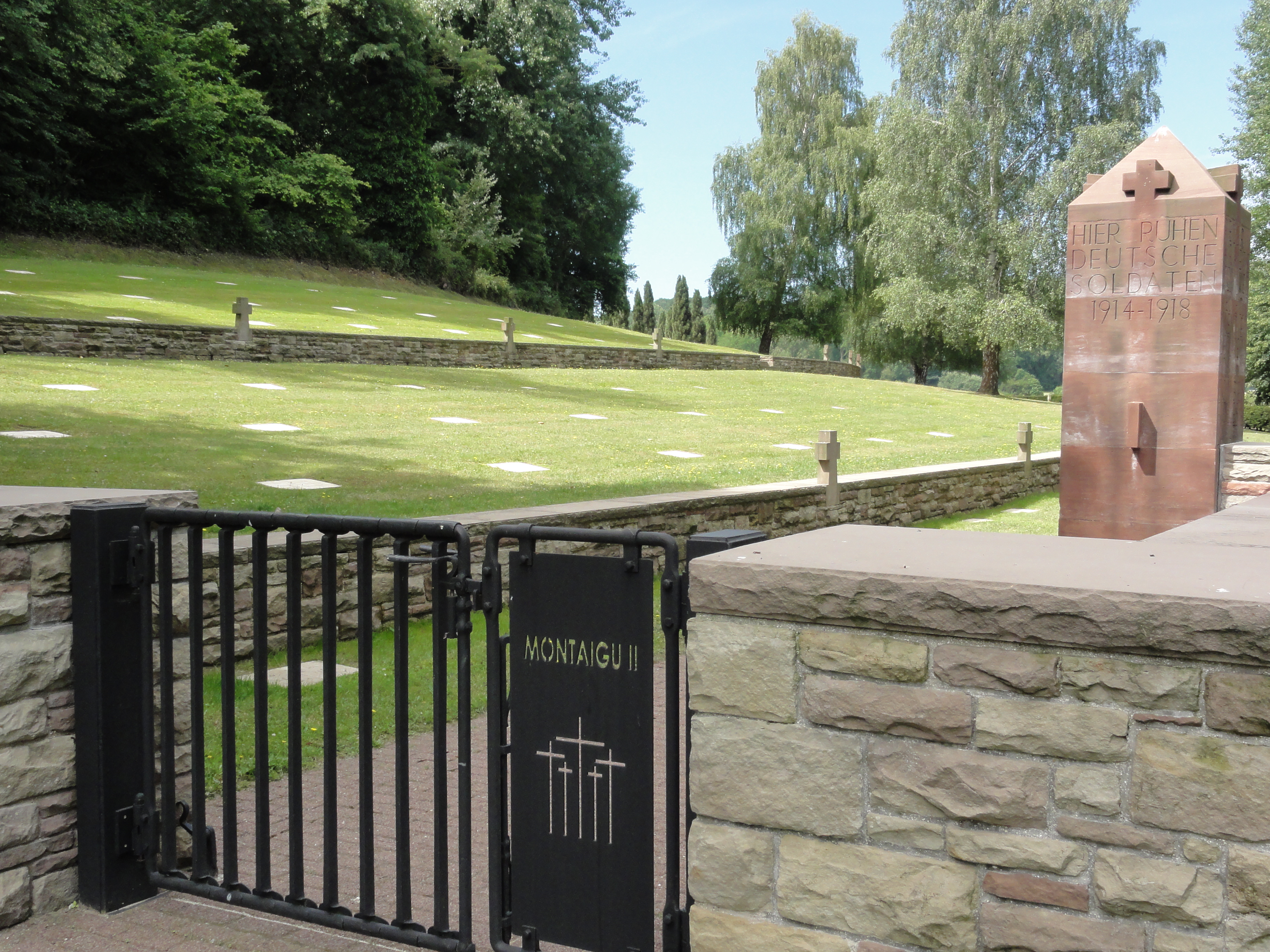
Deutscher Soldatenfriedhof II

- zwei deutsche Militärfriedhöfe

- Kirche Saint-Jean-Baptiste
- Gefallenendenkmal
- Deutscher Soldatenfriedhof I
- Deutscher Soldatenfriedhof II